# Maksim Michajłow
Maksim Michajłowicz Michajłow (ros. Максим Михайлович Михайлов, ur. 19 marca 1988 w Kuźmołowskim) – rosyjski siatkarz, reprezentant Rosji, grający na pozycji atakującego. W sezonie 2011/12 został laureatem nagrody im. A. Kuzniecowa.

## Życie prywatne
Ma żonę o imieniu Anastazja i syna Nikitę, który urodził się 15 lipca 2015 roku.

## Sukcesy reprezentacyjne
| Osiągnięcie                      | Trofeum               | Rok                        |
| Mistrzostwa Świata Kadetów       | złoto                 | 2005                       |
| Mistrzostwa Świata Juniorów      | złoto · srebro        | 2005 2007                  |
| Mistrzostwa Europy Juniorów      | złoto                 | 2006                       |
| Liga Światowa                    | złoto · srebro · brąz | 2011, 2013 2010 2008, 2009 |
| Igrzyska Olimpijskie             | złoto · srebro · brąz | 2012 2020 2008             |
| Memoriał Huberta Jerzego Wagnera | srebro · brąz         | 2011, 2013, 2018 2017      |
| Puchar Świata                    | złoto                 | 2011                       |
| Mistrzostwa Europy               | złoto                 | 2013, 2017                 |
| Puchar Wielkich Mistrzów         | srebro                | 2013                       |
| Liga Narodów                     | złoto                 | 2018                       |

## Sukcesy klubowe
| Osiągnięcie                | Trofeum               | Sezon/Rok                                                                                       |
| Superpuchar Rosji          | złoto                 | 2010, 2011, 2012, 2015, 2016, 2017, 2018, 2020                                                  |
| Liga Mistrzów              | złoto · srebro · brąz | 2011/2012, 2014/2015, 2015/2016, 2016/2017, 2017/2018 2010/2011, 2018/2019 2012/2013            |
| Mistrzostwo Rosji          | złoto · srebro · brąz | 2010/2011, 2011/2012, 2014/2015, 2015/2016, 2016/2017, 2017/2018 2018/2019, 2019/2020 2012/2013 |
| Klubowe Mistrzostwa Świata | złoto · srebro · brąz | 2017 2015, 2016 2011, 2019                                                                      |
| Puchar Rosji               | złoto                 | 2014, 2015, 2016, 2017, 2018, 2019, 2021                                                        |

## Nagrody indywidualne
- 2007: Najlepszy serwujący Mistrzostw Świata Juniorów
- 2010: Najlepszy punktujący i atakujący Ligi Światowej[2]
- 2010: Najlepszy atakujący Mistrzostw Świata[3][martwy link]
- 2011: Najlepszy punktujący Ligi Mistrzów
- 2011: MVP i najlepszy blokujący Ligi Światowej
- 2011: Najlepszy atakujący Memoriału Huberta Jerzego Wagnera
- 2011: Najlepszy atakujący i najlepszy punktujący Mistrzostw Europy
- 2011: Najlepszy punktujący Klubowych Mistrzostw Świata
- 2011: MVP Pucharu świata
- 2012: Najlepszy punktujący i serwujący Ligi Mistrzów
- 2012: MVP Mistrzostw Rosji
- 2012: Najlepszy punktujący i atakujący Igrzysk Olimpijskich
- 2012: Najlepszy atakujący Pucharu Rosji
- 2014: Najlepszy atakujący Ligi Mistrzów
- 2015: Najlepszy atakujący Ligi Mistrzów
- 2015: Najlepszy atakujący Klubowych Mistrzostw Świata
- 2016: Najlepszy atakujący turnieju kwalifikacyjnego do Igrzysk Olimpijskich 2016
- 2016: Najlepszy atakujący Ligi Mistrzów
- 2017: MVP Ligi Mistrzów
- 2017: MVP Memoriału Huberta Jerzego Wagnera
- 2017: MVP Mistrzostw Europy
- 2018: MVP Ligi Mistrzów
- 2018: MVP Ligi Narodów
- 2018: MVP Pucharu Rosji
- 2019: MVP Pucharu Rosji
- 2021: Najlepszy atakujący Igrzysk Olimpijskich w Tokio
- 2021: MVP Pucharu Rosji

## Wyróżnienia
- Laureat nagrody im. A. Kuzniecowa w sezonie 2011/12[4][5][6].

## Odznaczenia
- Order Przyjaźni (13 sierpnia 2012) – za wielki wkład w rozwój kultury fizycznej i sportu, wysokie osiągnięcia sportowe na zawodach XXX Olimpiady 2012 roku w mieście Londynie (Wielka Brytania)[7]
- odznaczony tytułem Zasłużonego Mistrza Sportu